# 刚毛紫地榆
刚毛紫地榆（学名：Geranium hispidissimum）为牻牛儿苗科老鹳草属的植物，为中国的特有植物。分布在中国大陆的云南、四川等地，生长于海拔1,500米至3,000米的地区，常生于山坡草地，目前尚未由人工引种栽培。

## 别名
糙毛老鹳草（拉汉种子植物名称）